# Роллерон

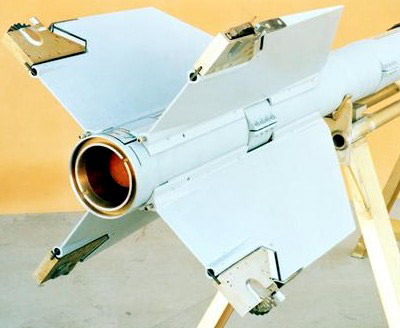
Ролерони на задній кромці оперення ракети AIM-9 Sidewinder

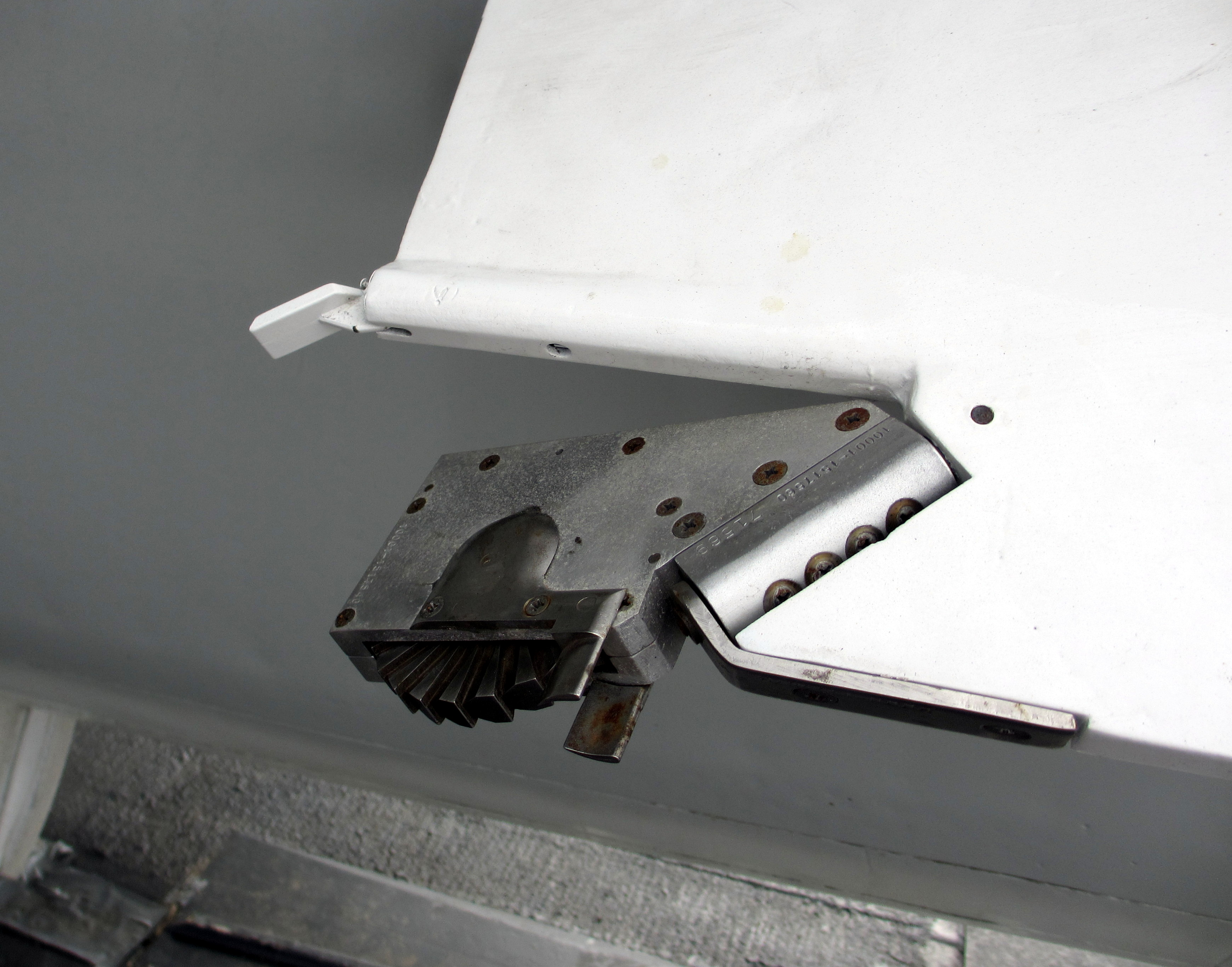
Деталь роллерону на Sidewinder.

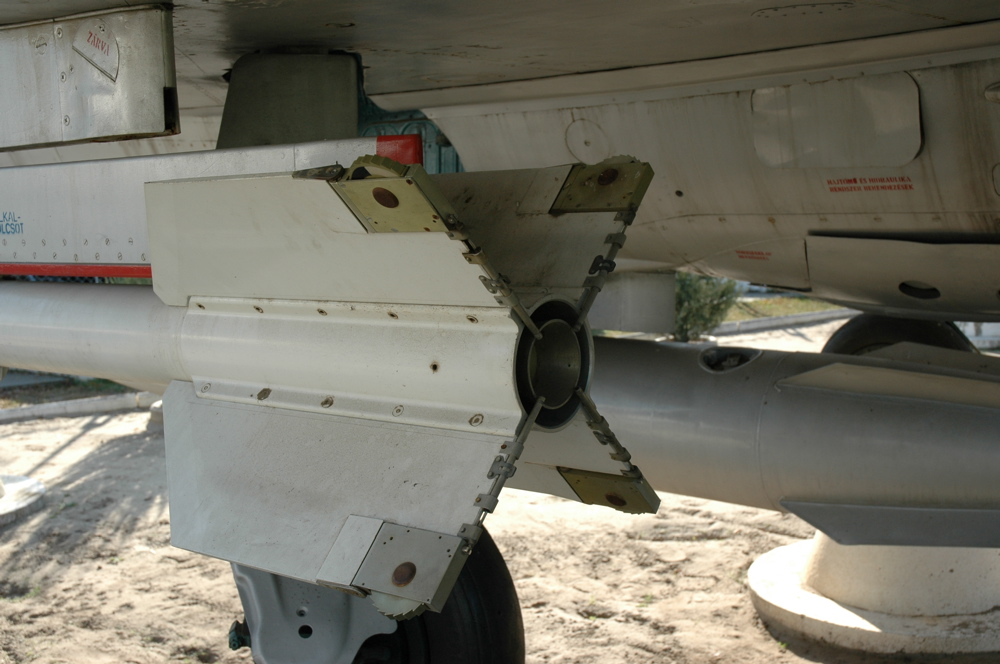
Ролерони на опереннях ракети АА-2 «Атолл».

Ролерон — це різновид елерона, що використовується на стабілізаторах ракет для забезпення пасивної стабілізації проти обертання. Хоча найчастіше використовується для стабілізації проти крену, він також може використовуватися для протидії повороту та крену.
На початку 1950-х років були випущені перші ролерони. Його значення для динамічної стабілізації ракет призвело до його негайного вивчення Національним консультативним комітетом з аеронавтики (NACA). Таке рішення має перевагу в габаритних характеристиках, простоті і надійності, перед попередніми методами, такі як комбінація сервомеханізмів і елеронів. Пристрої Rolleron широко використовувалися на маневрених ракетах класу «повітря-повітря» малої дальності, таких як плідна AIM-9 Sidewinder. Ракетні транспортні засоби також стали ще одним поширеним застосуванням.

## Історія
Перші зразки ролерону були використані ще на початку 1950-х років, іноді спочатку називали його ролл-демпфером. Через його потенційну цінність як пристрій для стабілізації ракети, він швидко був підданий глибокому оцінюванню, серед інших організацій, Національного консультативного комітету з аеронавтики (NACA). Перші ракети, що використовувалися до середини 1950-х років, характеризувалися обмеженим демпфуванням аеродинамічного крену внаслідок низьких ущільнень підйомних поверхонь. Історичним рішенням цієї проблеми було встановлення сервомеханізму для визначення швидкості крену та внесення коригувань у звичайний елерон для протидії за потреби; такий підхід додав складності та ваги та зайняв обмежений простір. Таким чином, терміново шукали менш агресивні методи, надаючи перевагу тим, які не вимагали жодного внутрішнього компонента.
Серед інших висновків, до листопада 1956 року NACA визначила, що ролерон має надійний конструкторський підхід для конфігурації ракет. За дорученням армії США були проведені додаткові випробування для підтвердження його ефективності на серійно вироблюваних ракетах.

## Функція
Ролерон - це відносно економічно вигідний і простий стабілізуючий пристрій. Основним елементом ролика є металевий маховик, який зазвичай розташований на задньому кінці консолі стабілізатора. Колесо має вирізи на його окружності, ці вирізи спеціально виступають, щоб максимально взаємодіяти з повітряним потоком. Таким чином, під час руху ракети через поток повітря викликає обертання ролерона. Під час обертання маховик протистоїть будь-яким бічним силам, що діють на нього, подібно до гіроскопа. Перевагою цього гіроскопічного руху є те, що він протидіє небажаному обертанню ракети навколо її центральної осі, динамічно стабілізуючи її польот.
На додаток до стабілізації проти крену, подібний ефект також може бути забезпечений для повороту(рискання) та тангажу.
Було оцінено як значну цінність для ракет, які вимагають високого рівня маневреності, які використовуються в повітряних боях на меншій відстані між винищувачами. Одна з найбільш відомих ракет класу «повітря-повітря» — AIM-9 Sidewinder, була обладнана ранньою версією ролерона. Такі пристрої присутні на всіх чотирьох його задніх консолях стабілізатора. Усуваючи тенденції креніння, роллерон значно полегшує виконання ракетою своїх основних функцій, таких як супроводження цілі. Крім того, роллер також став типовою особливістю ракетних апаратів.